# Liste von Astronomen an Berliner Forschungseinrichtungen
Die Liste von Astronomen an Berliner Forschungseinrichtungen enthält Personen, die im Berliner Raum astronomisch tätig sind oder waren.
Dies umfasst sowohl Tätigkeiten an Berliner Einrichtungen als auch Tätigkeiten für Kurfürsten und Könige, die ihren Sitz im Berliner Schloss hatten. Dies schließt insbesondere Tätigkeiten an den dort angegliederten Forschungseinrichtungen, wie zum Beispiel an der Königlich-Preußischen Akademie der Wissenschaften, am Kaiser-Wilhelm-Institut für Physik, am Astrophysikalischen Observatorium Potsdam, an der Berliner Sternwarte oder an der Sternwarte Berlin-Babelsberg ein.
Zu den Arbeitsplätzen gehören ferner die astronomischen Institute und Observatorien der Freien Universität, Humboldt-Universität, der Technischen Universität sowie die Archenhold-Sternwarte, die Bruno-H.-Bürgel-Sternwarte, die Wilhelm-Foerster-Sternwarte, die Urania und bis 1945 das Astronomische Rechen-Institut in Berlin.
Die Thüringer Landessternwarte Tautenburg im Tautenburger Wald wurde im Jahr 1960 als Institut der Berliner Akademie der Wissenschaften der DDR errichtet.
Zahlreiche Berliner Astronomen hatten bei der Herausgabe des Berliner Astronomischen Jahrbuchs mitgewirkt.

Observatorien im Raum Berlin
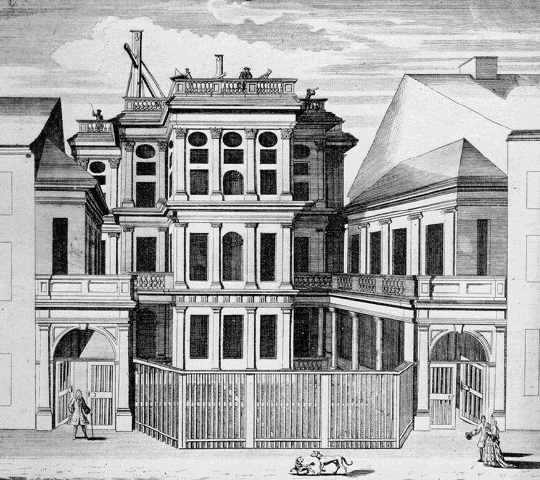
Sternwarte des Freiherrn von Krosigk in Berlin Neu-Kölln, Kupferstich von Georg Paul Busch, 1710
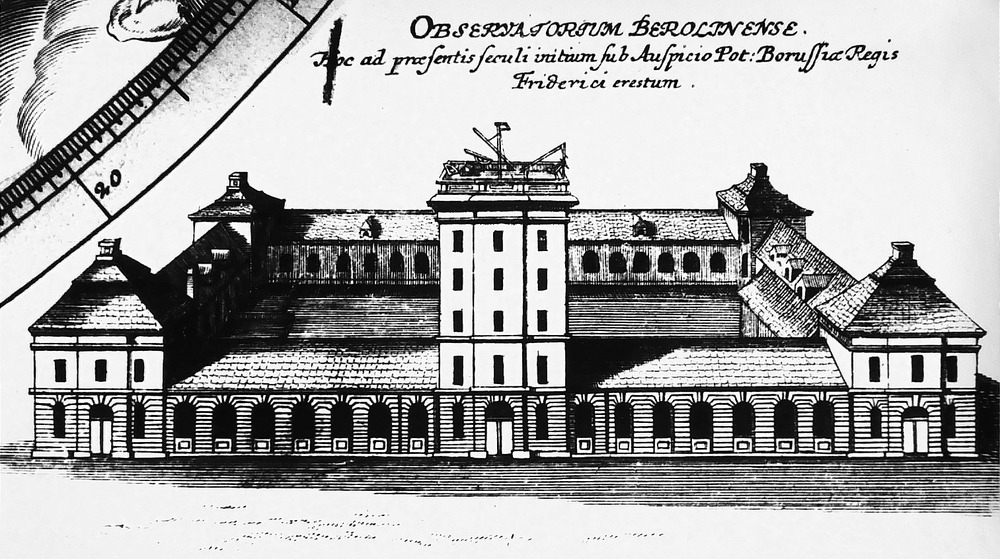
Ansicht von Norden der ersten Berliner Sternwarte auf dem Marstall in der Dorotheenstadt von 1742
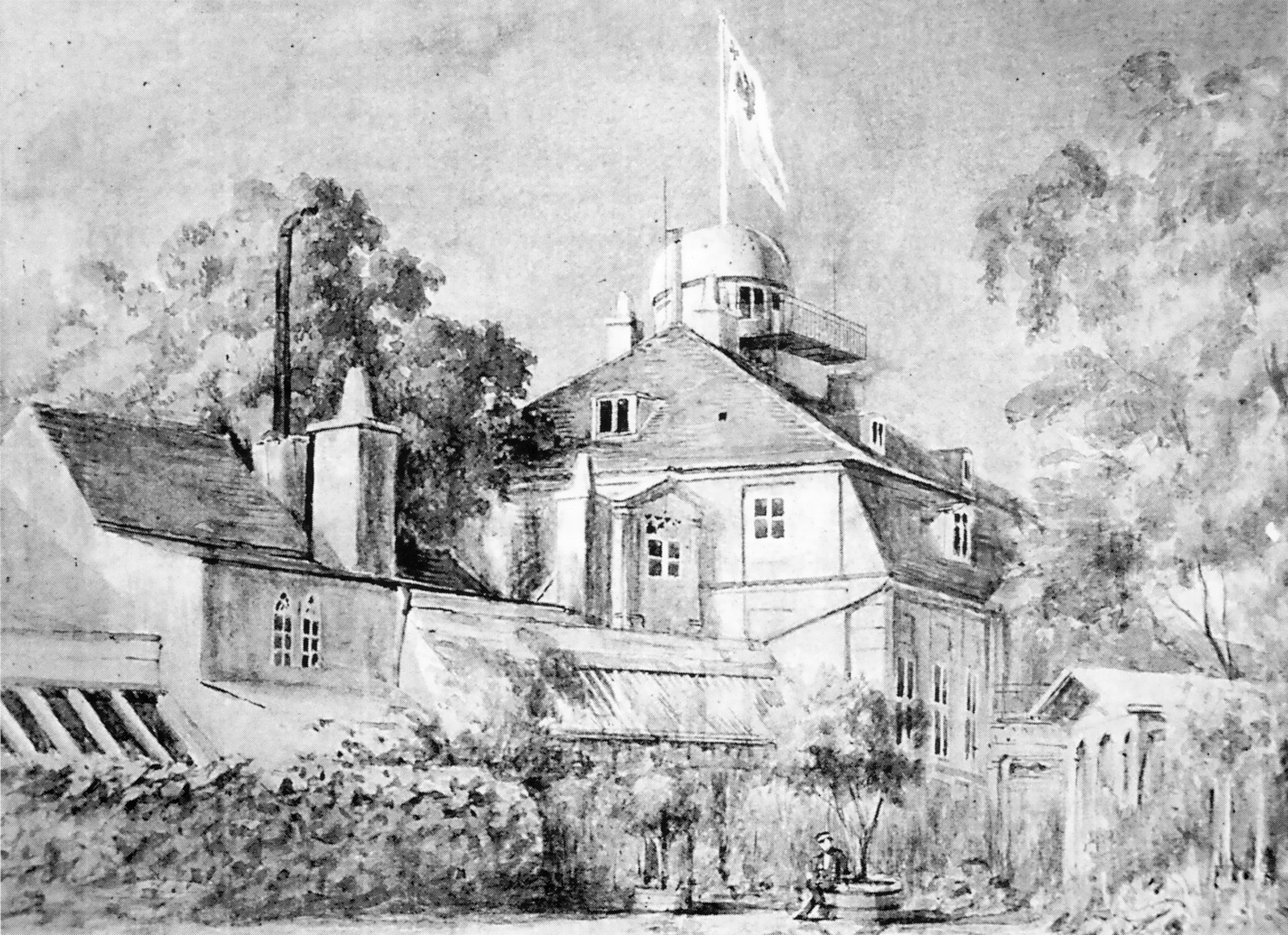
Beersche Villa in Berlin-Tiergarten mit Sternwarte von 1829
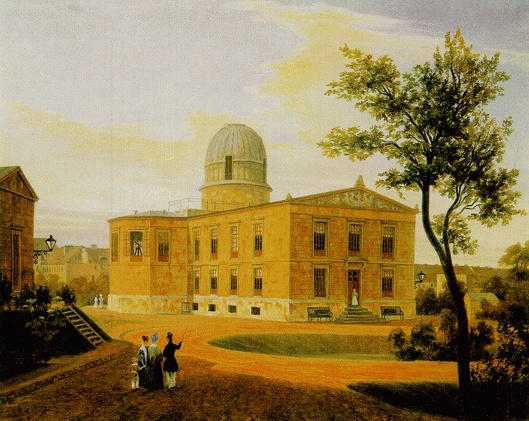
Die 1835 nach den Plänen von Karl Friedrich Schinkel in Betrieb genommene Neue Sternwarte in Berlin, Ölgemälde von Carl Daniel Freydanck, 1838
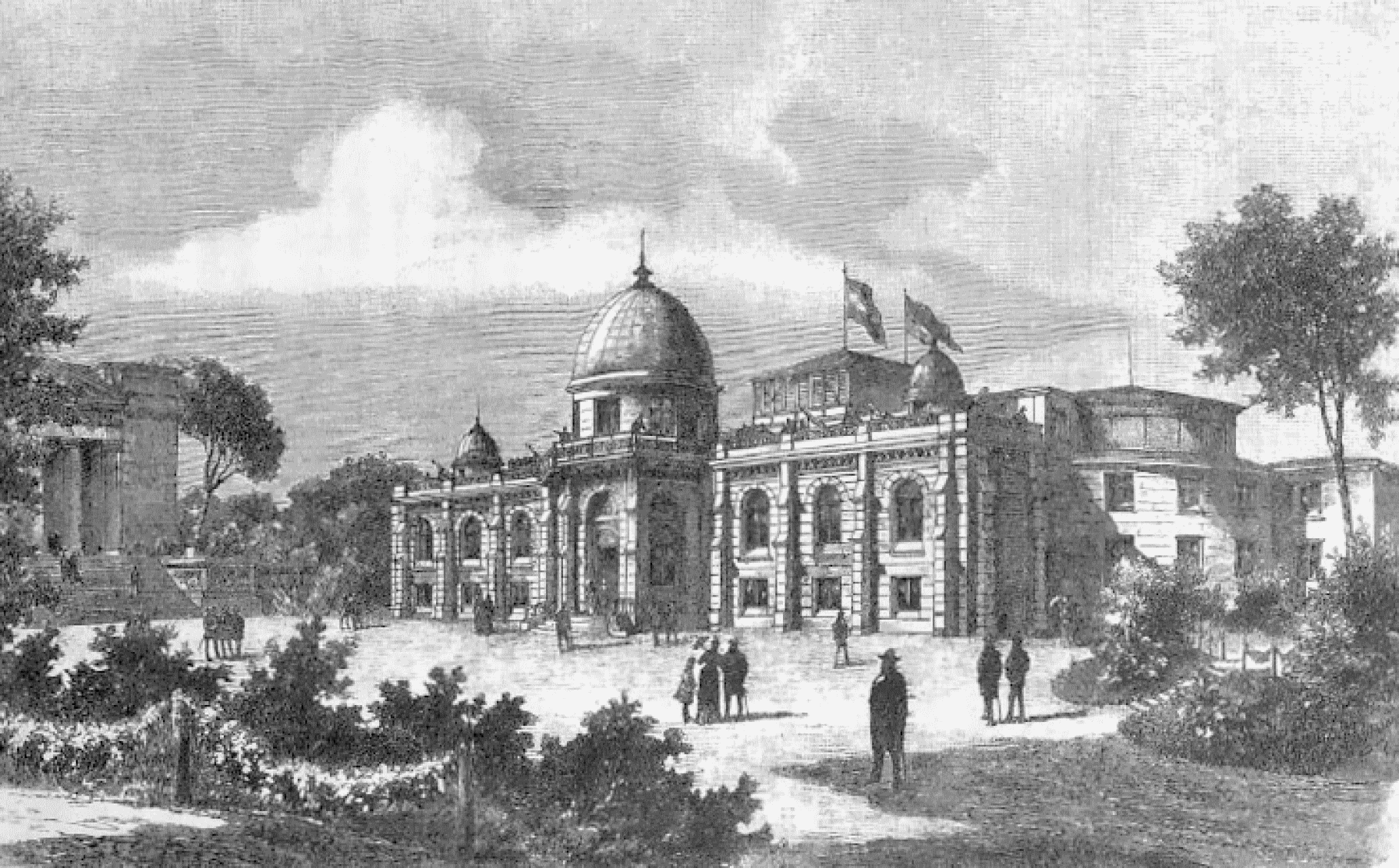
Das 1889 eingeweihte ehemalige Gebäude der Urania mit Sternwarte in der Invalidenstraße nach den Plänen von Paul Emmanuel Spieker
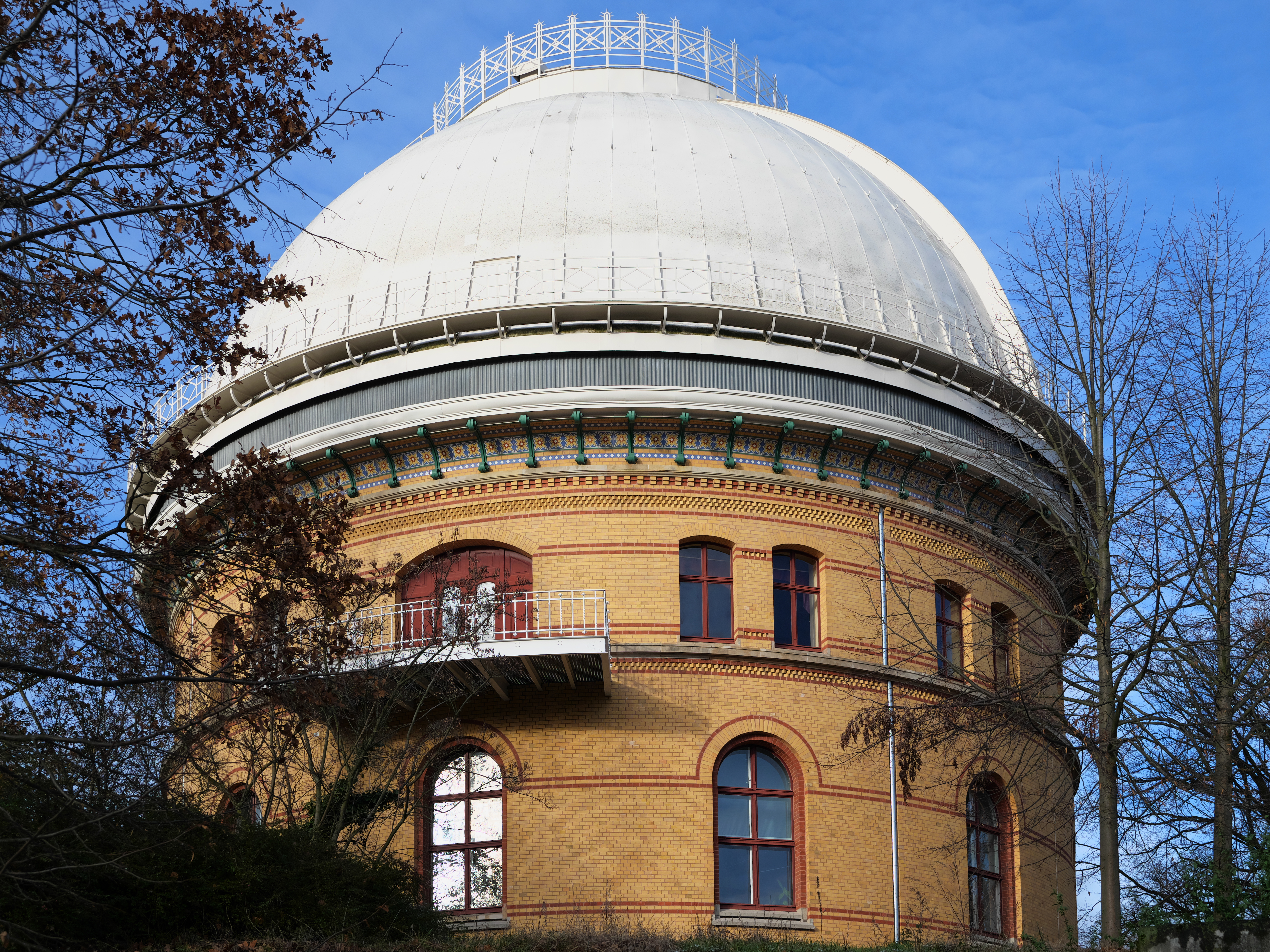
Gebäude des Großen Refraktors in Potsdam auf dem Telegraphenberg, Inbetriebnahme 1899
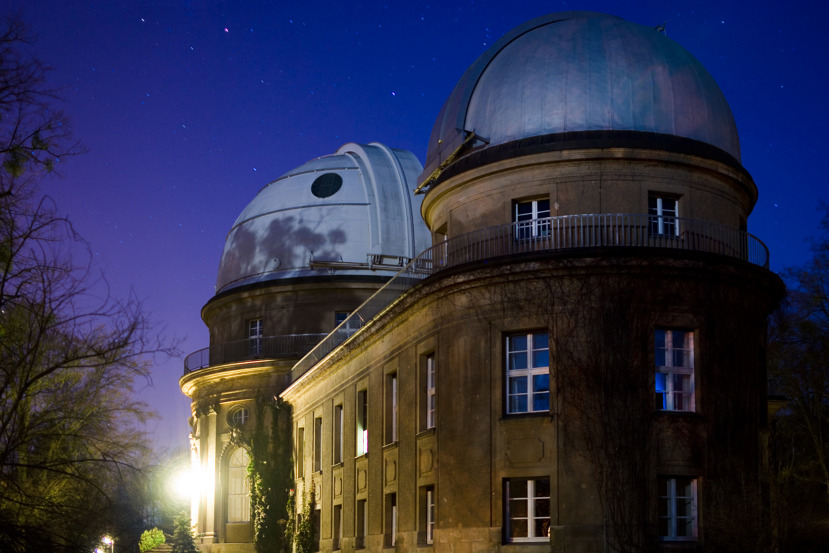
Die im Jahr 1913 nach Potsdam-Babelsberg verlegte Berliner Sternwarte als Hauptgebäude des Leibniz-Instituts für Astrophysik Potsdam
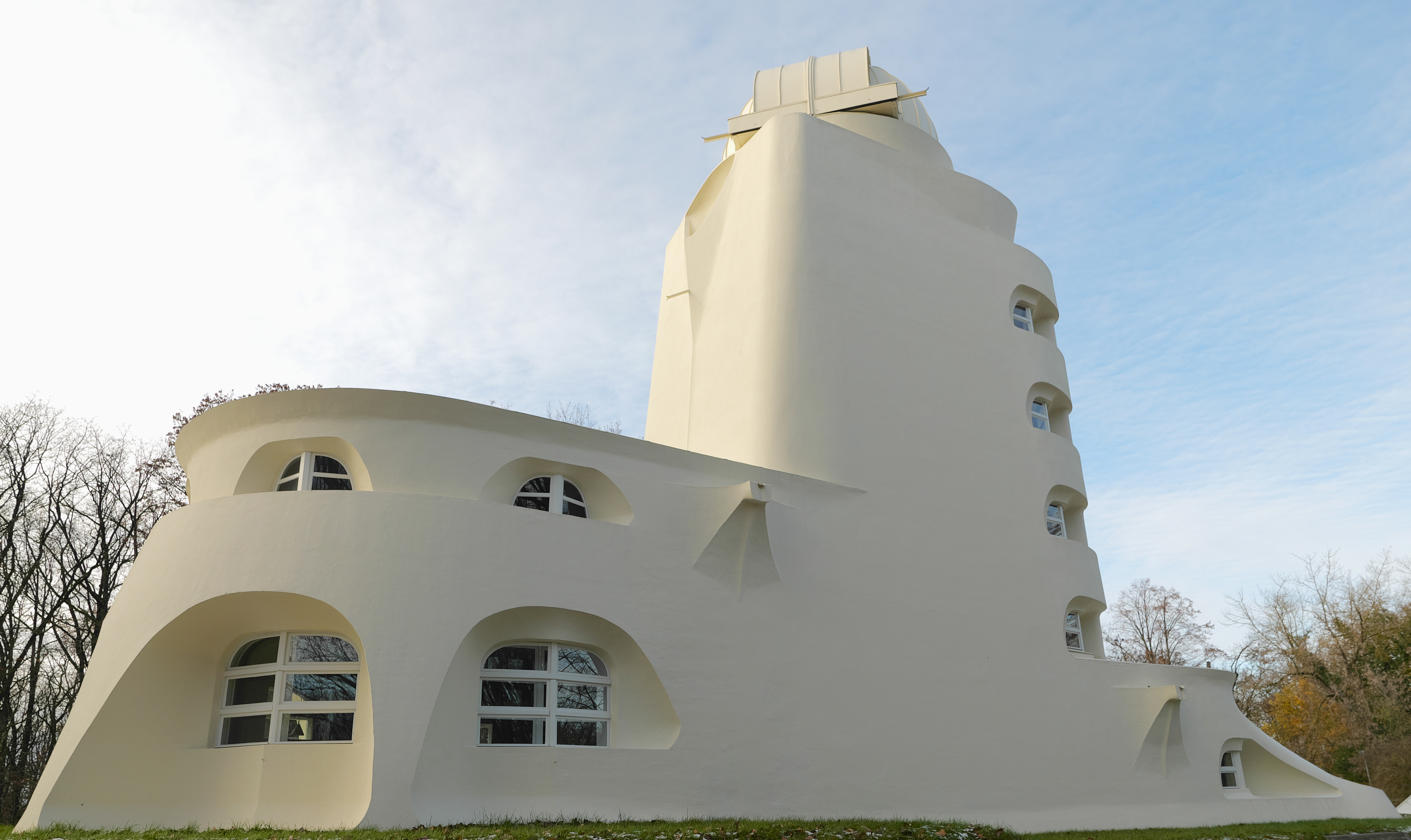
Der 1920 bis 1922 erbaute Einsteinturm ist ein Sonnenobservatorium des Architekten Erich Mendelsohn im Wissenschaftspark Albert Einstein auf dem Telegraphenberg in Potsdam
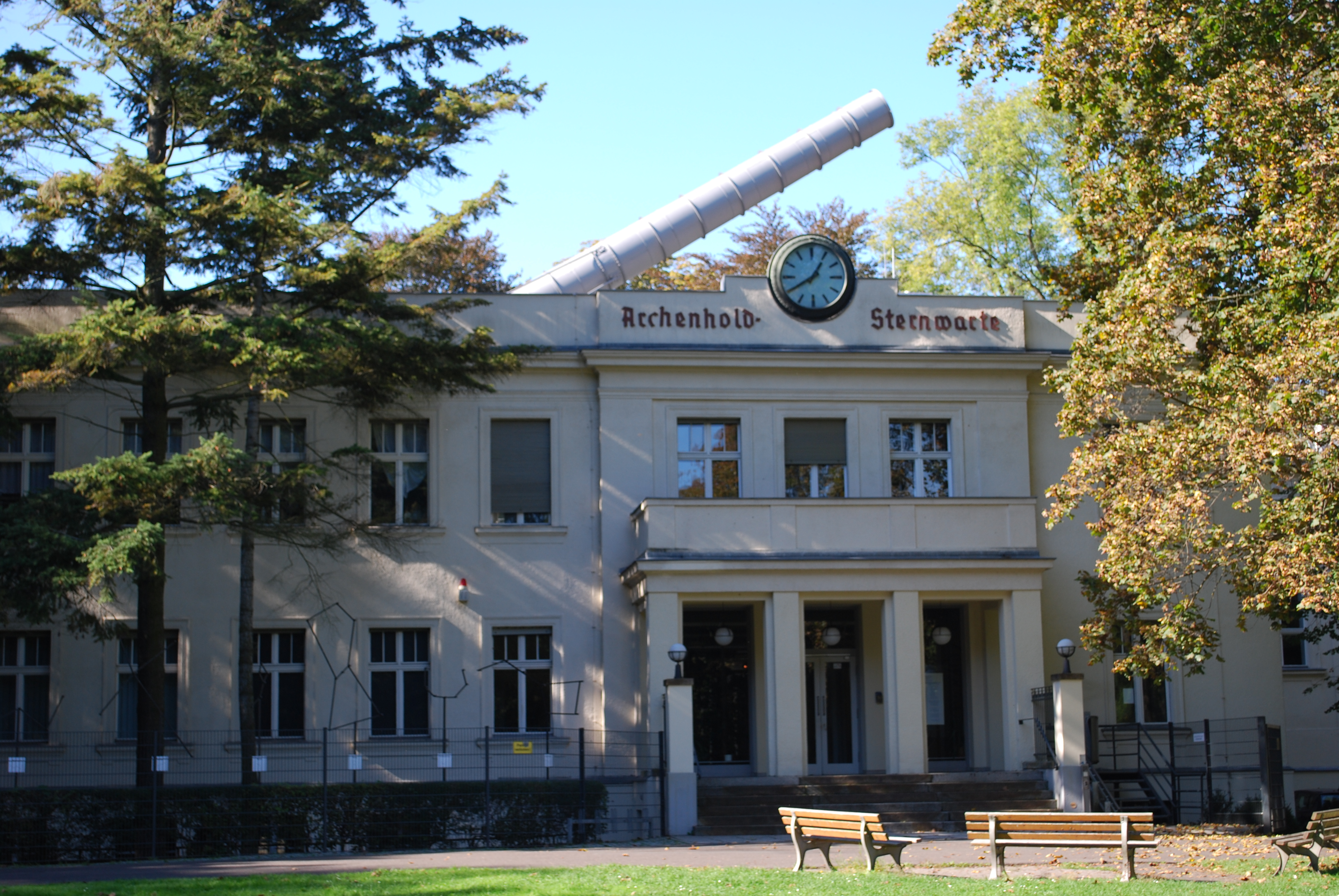
Die 1896 aus der Berliner Gewerbeausstellung in Treptow-Köpenick entstandene Archenhold-Sternwarte
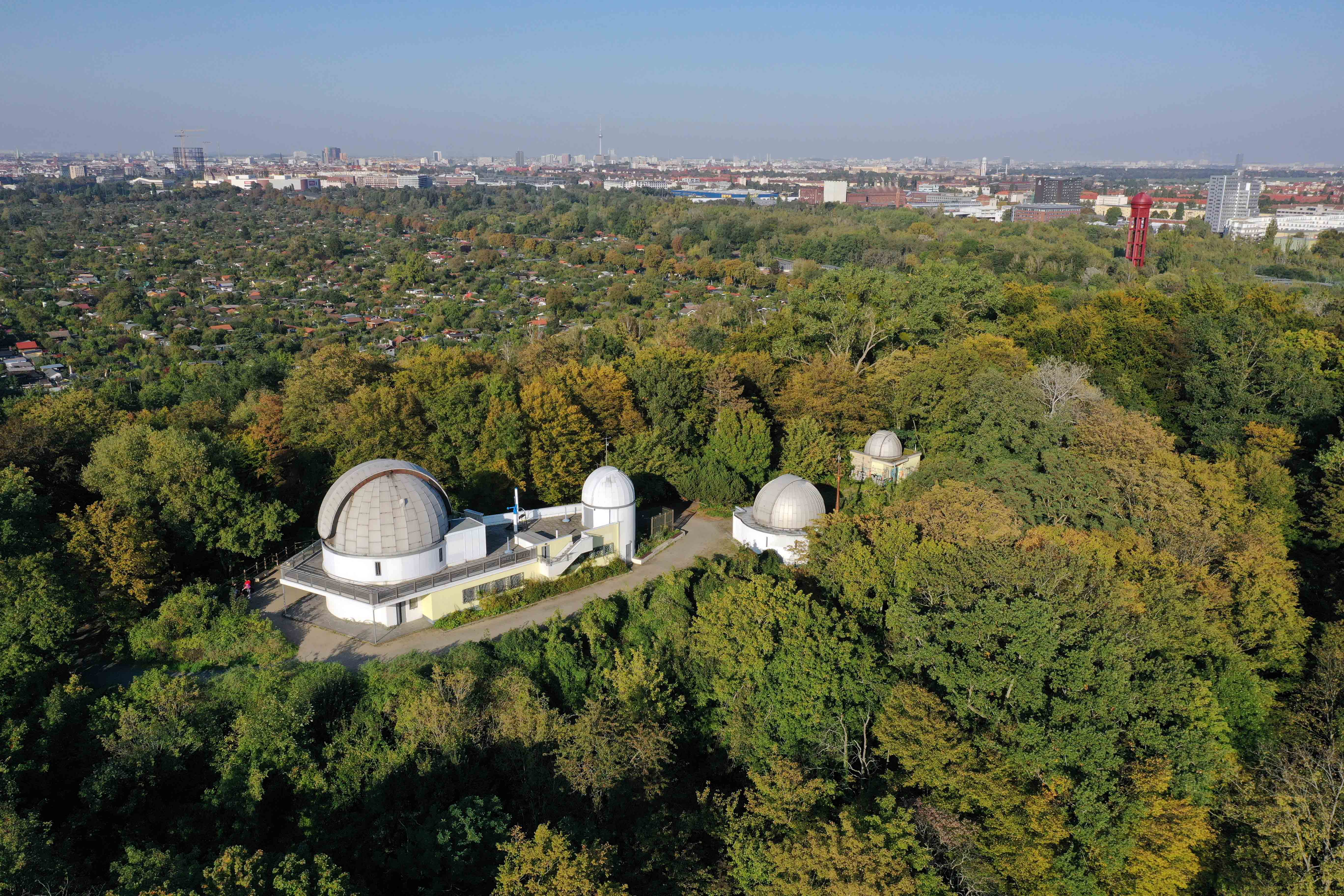
Die 1965 auf dem Insulaner eröffnete Wilhelm-Foerster-Sternwarte

## A

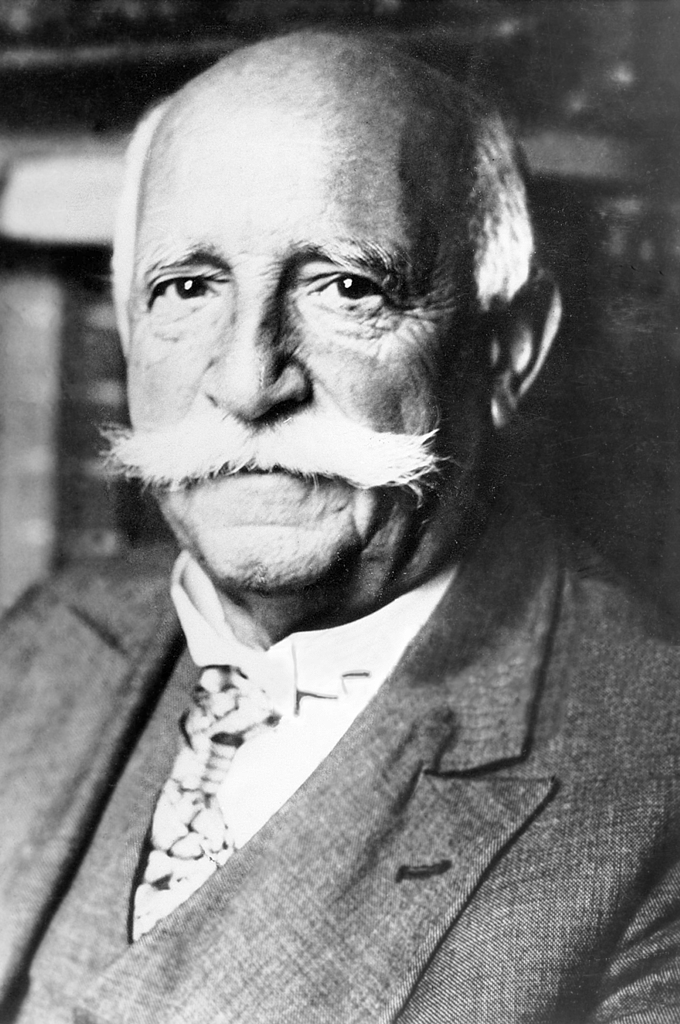
Friedrich Simon Archenhold (1861–1939), Mitbegründer der nach ihm benannten Archenhold-Sternwarte

- Franz Ulrich Theodor Aepinus (1724–1802), deutscher Astronom, Mathematiker, Physiker und Naturphilosoph
- Carl Theodor Albrecht (1843–1915), deutscher Geodät und Astronom
- Friedrich Simon Archenhold (1861–1939), deutscher Astronom
- Heinrich Louis d’Arrest (1822–1875), deutsch-dänischer Astronom
- Arthur von Auwers (1838–1915), deutscher Astronom

## B

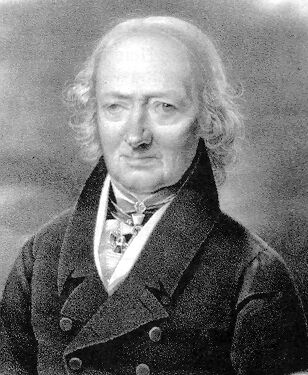
Johann Elert Bode war 39 Jahre lang von 1786 bis 1825 Leiter des Berliner Observatoriums

- Frank W. Baier (* 1939), deutscher Astrophysiker und Astronom
- Julius Bauschinger (1860–1934), deutscher Astronom
- Ernst Becker (1843–1912), deutscher Astronom
- Wilhelm Beer (1797–1850), deutscher Geschäftsmann, Bankier, Politiker, Publizist und Amateurastronom
- Johann III Bernoulli (1744–1807), Schweizer Astronom und Mathematiker
- Friedrich Wilhelm Bessel (1784–1846), deutscher Astronom, Mathematiker, Geodät und Physiker
- Klaus Beuermann (* 1937),  deutscher Astrophysiker und Astronom
- Ludwig Biermann (1907–1986), deutscher Astronom und Physiker
- Johann Elert Bode (1747–1826), deutscher Astronom
- Rudolf Brandt (1905–1975), deutscher Diplom-Optiker und Astronom
- Carl Bremiker (1804–1877), deutscher Astronom und Geodät
- Hermann Brück (1905–2000), deutscher Astronom
- Carl Bruhns (1830–1881), deutscher Astronom und Geodät
- Franz Friedrich Ernst Brünnow (1821–1891), deutscher Astronom
- Bruno H. Bürgel (1875–1948), deutscher Schriftsteller und Wissenschaftspublizist

## C

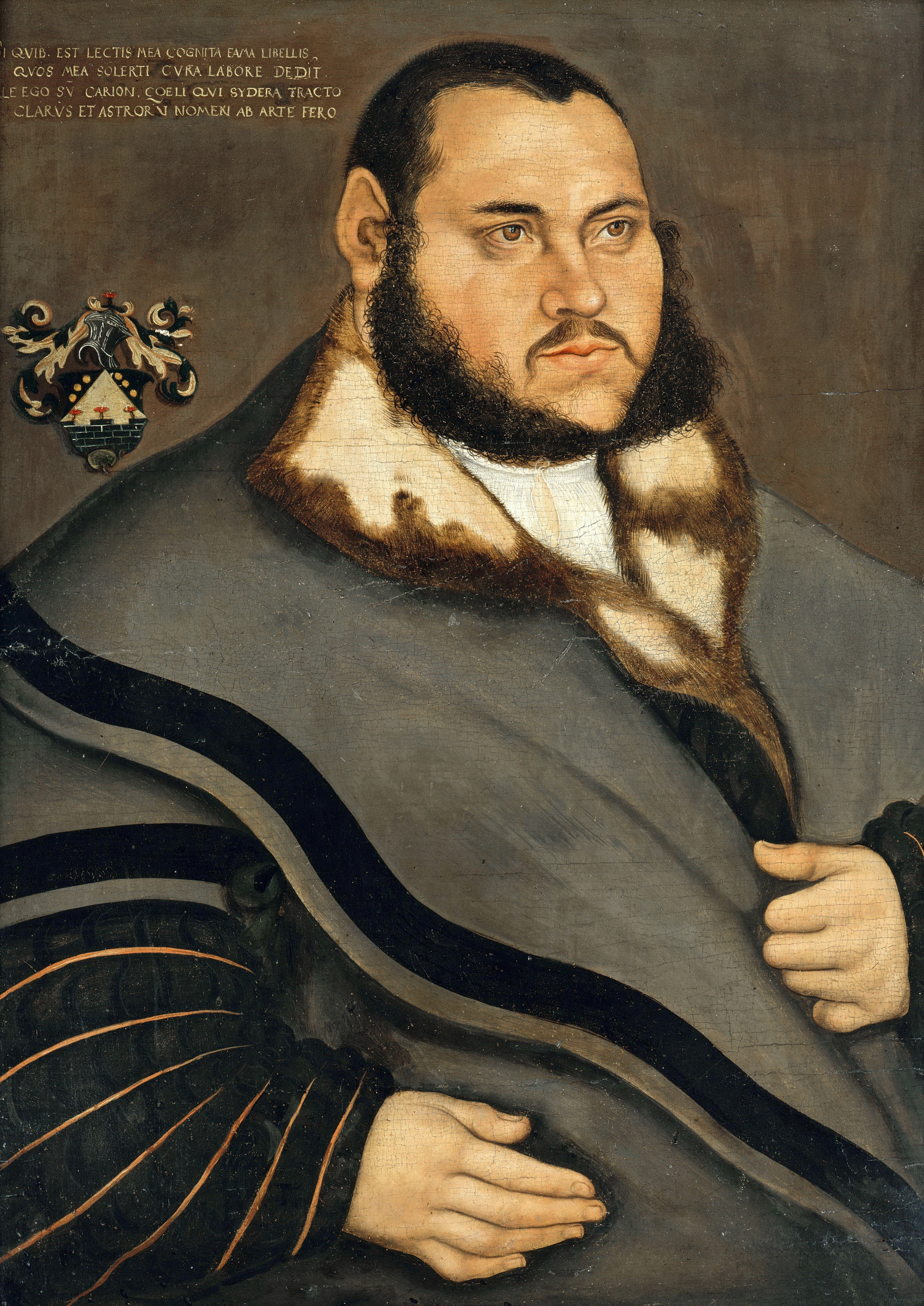
Johannes Carion, der erste Hofastronom im Kurfürstentum Brandenburg in einem Gemälde von Lucas Cranach dem Älteren

- Johannes Carion (1499–1537), deutscher Astrologe, Mathematiker und Historiker
- Johann Castillon (1708–1791), italienischer Mathematiker, Astronom, Philosoph und Hochschullehrer

## D
- Enne Heeren Dirksen (1788–1850), deutscher Mathematiker und Astronom

## E

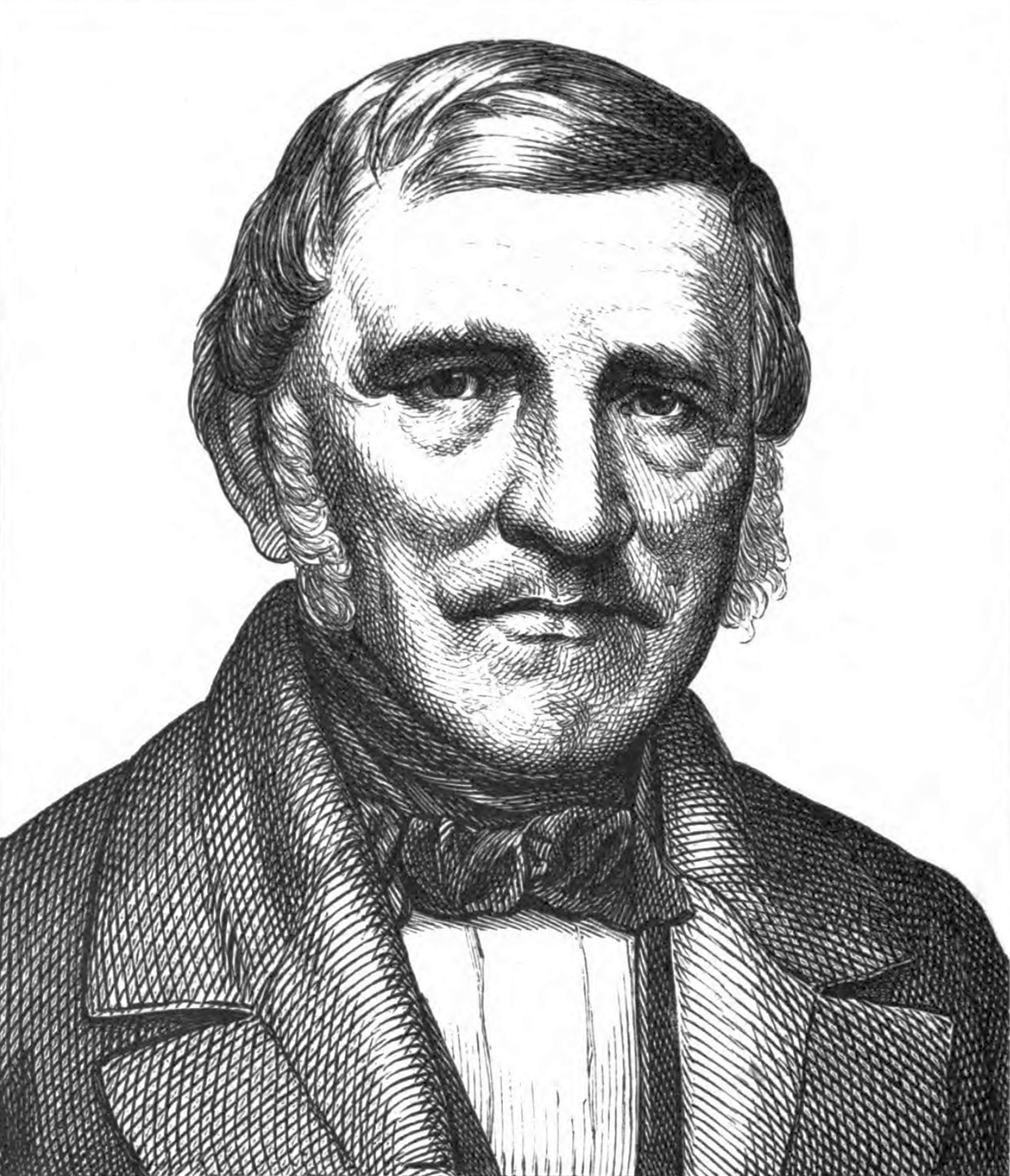
Johann Franz Encke wurde 1825 zum Direktor der Berliner Sternwarte und zum Mitglied der Akademie der Wissenschaften zu Berlin ernannt

- Johann Franz Encke (1791–1865), deutscher Astronom
- Georg Adolf Erman (1806–1877), deutscher  Physiker, Geowissenschaftler und Astronom

- Johann Albrecht Euler (1734–1800), russischer Astronom und Mathematiker schweizerischer Abstammung
- Leonhard Euler (1707–1783), Schweizer Mathematiker, Physiker, Astronom, Geograph, Logiker und Ingenieur

## F

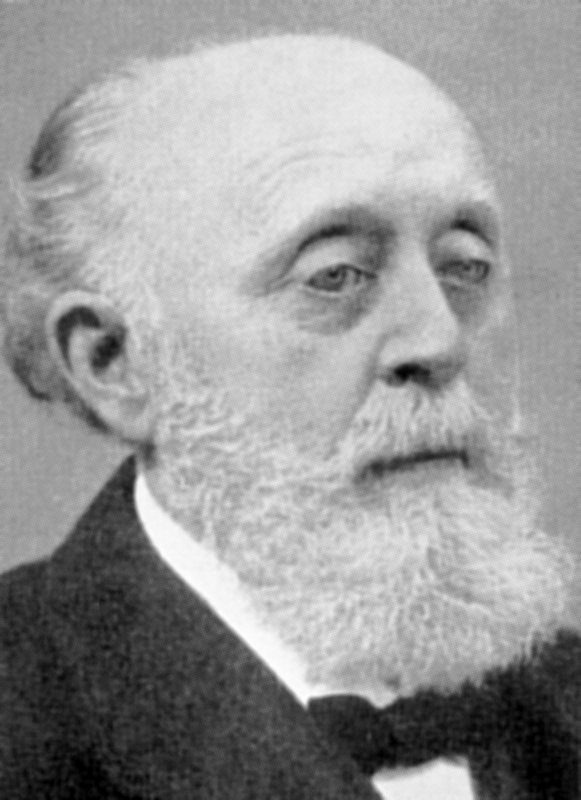
Wilhelm Julius Foerster war 38 Jahre lang Direktor der Berliner Sternwarte und lehrte 62 Jahre lang an der Berliner Universität. Er war Mitbegründer der Physikalisch-Technischen Reichsanstalt, der Astronomischen Gesellschaft und der Urania (Berlin).

- Wilhelm Foerster (1832–1921), deutscher Astronom, Wissenschaftsorganisator, Wissenschaftspublizist und Pazifist
- Erwin Freundlich (1885–1964), deutscher Astrophysiker
- Walter Ernst Fricke (1915–1988), deutscher Astronom

## G
- Johann Gottfried Galle (1812–1910), deutscher Astronom, Klimatologe und Hochschullehrer
- Friedrich Karl Ginzel (1850–1926), österreichischer Astronom
- Wilhelm Gliese (1915–1993), deutscher Astronom
- Eugen Goldstein (1850–1930), deutscher Physiker
- Benjamin Apthorp Gould (1824–1896), US-amerikanischer Astronom
- Hugh Ivan Gramatzki (1882–1957), deutscher Astronom/Astrophysiker, Konstrukteur, Unternehmer und Autor
- Jochen Greiner (* 1959), deutscher Astrophysiker
- August Nathanael Grischow (1726–1760), deutscher Mathematiker und Astronom
- Paul Guthnick (1879–1947), deutscher Astronom

## H
- Johannes Franz Hartmann (1865–1936), deutscher Astronom
- Günther Hasinger (* 1954), deutscher Astronom und Astrophysiker
- Robert Henseling (1883–1964), deutscher Astronom und freier Schriftsteller
- Dieter B. Herrmann (1939–2021), deutscher Astronom und Autor
- Joachim Herrmann (1931–2024), deutscher Astronom und Autor
- Fritz Hinderer (1912–1991), deutscher Astronom und Astrophysiker
- Johann Heinrich Hoffmann (1669–1716), deutscher Astronom
- Cuno Hoffmeister (1892–1968), deutscher Astronom und Geophysiker
- Johann Jakob Huber (1733–1798), Schweizer Astronom

## I
- Christian Ludwig Ideler (1766–1846), deutscher Astronom

## J
- Ralf Jaumann (* 1954),  deutscher Planetenforscher

## K

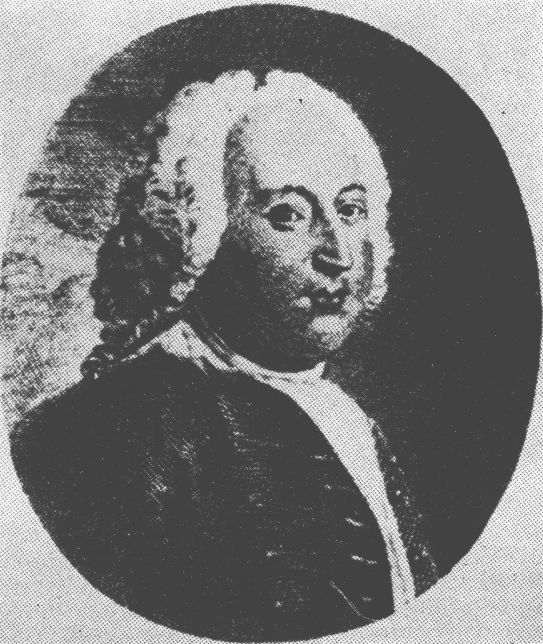
Christfried Kirch (1694–1740)

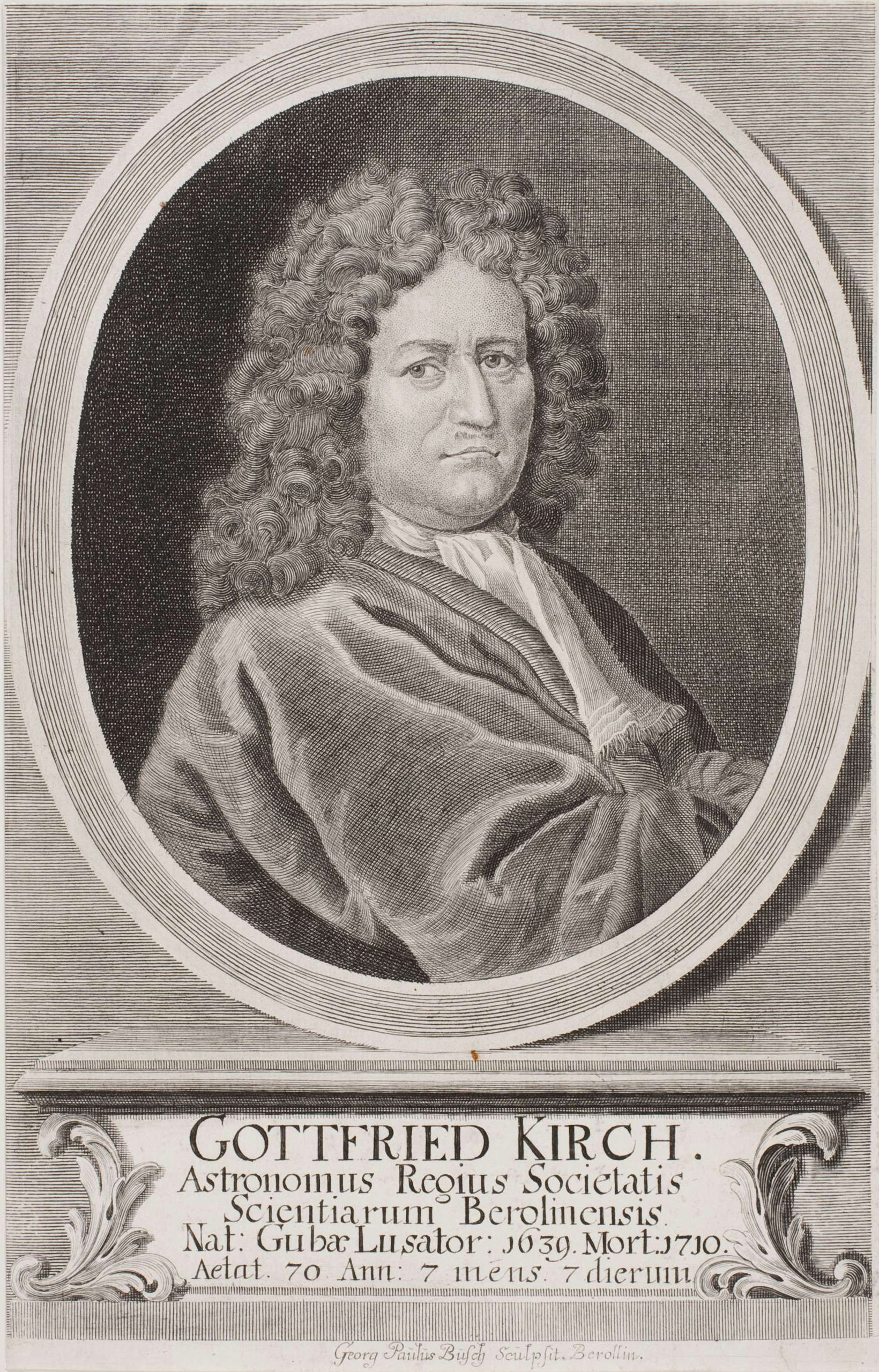
Gottfried Kirch (1756)

- Paul Kempf (1856–1920), Astronom und Astrophysiker
- Hans Kienle (1895–1975), deutscher Astronom und Astrophysiker
- Johann Kies (1713–1781), deutscher Astronom
- Christfried Kirch (1694–1740), deutscher Astronom und Kalendermacher
- Christine Kirch (1697–1782), Kalendermacherin und Astronomin
- Gottfried Kirch (1639–1710), Schulmeister, Kalendermacher und Königlicher Astronom
- Margaretha Kirch (um 1703–nach 1744), Astronomin
- Maria Margaretha Kirch (1670–1720), deutsche Astronomin
- Gustav Robert Kirchhoff (1824–1887), Direktor des Astrophysikalischen Observatoriums Potsdam
- Karl Friedrich Knorre (1801–1883), russischer Astronom deutscher Abstammung
- Viktor Knorre (1840–1919), russisch-deutscher Astronom
- August Kopff (1882–1960), deutscher Astronom und Entdecker vieler Asteroiden
- Fritz Krause (1927–2024), deutscher Mathematiker und Astrophysiker
- Bernhard Friedrich von Krosigk (1656–1714), Geheimer Rat und Betreiber astronomischer Studien
- Leopold Kronecker (1823–1891), deutscher Mathematiker und Astronom
- Johann Heinrich Louis Krüger (1857–1923), deutscher Mathematiker, Geodät und Astronom
- Georg Carl Friedrich Kunowski (1786–1846), Justizkommissionsrat und Standesreformer, Brückenbauer, Topograph und Geologe, Astronom, Theatersyndikus und Eisenbahnsyndikus
- Karl Friedrich Küstner (1856–1936), Astronomie-Professor

## L
- Joseph-Louis Lagrange (1736–1813), italienischer Mathematiker und Astronom
- Jérôme Lalande (1732–1807), französischer Mathematiker und Astronom
- Johann Heinrich Lambert (1728–1777), schweizerisch-elsässischer Mathematiker, Logiker, Physiker und Philosoph der Aufklärung
- Otto Lesser (1830–1887), deutscher Astronom
- Dieter Lichtenknecker (1933–1990), deutscher Amateurastronom, Feinoptiker und Unternehmer
- Wilhelm Oswald Lohse (1845–1915), deutscher Astronom
- Hans Ludendorff (1873–1941), deutscher Astronom und Astrophysiker
- Karl Theodor Robert Luther (1822–1900), deutscher Astronom

## M
- Johann Heinrich von Mädler (1794–1874), deutscher Astronom
- Adolf Marcuse (1860–1930), deutscher Astronom und Autor jüdischer Abstammung
- Max Wilhelm Meyer (1853–1910), deutscher Astronom, Naturforscher und Schriftsteller

## N
- Paul Neugebauer (1848–1918), deutscher Pädagoge und Astronom
- Paul Viktor Neugebauer (1878–1940), deutscher Astronom

## O
- Martin Ohm (1792–1872), deutscher Mathematiker und Astronom
- Hans Oleak (1930–2018), deutscher Astrophysiker und Astronom
- Jabbo Oltmanns (1783–1833), deutscher Mathematiker und Astronom
- Mathieu Ossendrijver (* 1967), niederländischer Altorientalist, Wissenschaftshistoriker und Astrophysiker

## P
- Johann Friedrich Pfaff (1765–1825), deutscher Mathematiker

## R
- Karl-Heinz Rädler (1935–2020), deutscher Astrophysiker und Geophysiker
- Heike Rauer (* 1961), deutsche Astrophysikerin und Hochschullehrerin
- Nikolaus Richter (1910–1980), deutscher Astronom
- Edwin Rolf (1899–1991), deutsch-österreichischer Ingenieur, Hobbyastronom und Konstrukteur von Fernrohren
- Eckehard Rothenberg (* 1938), deutscher Astronom und Ingenieur
- George Rümker (1832–1900), deutscher Astronom

## S

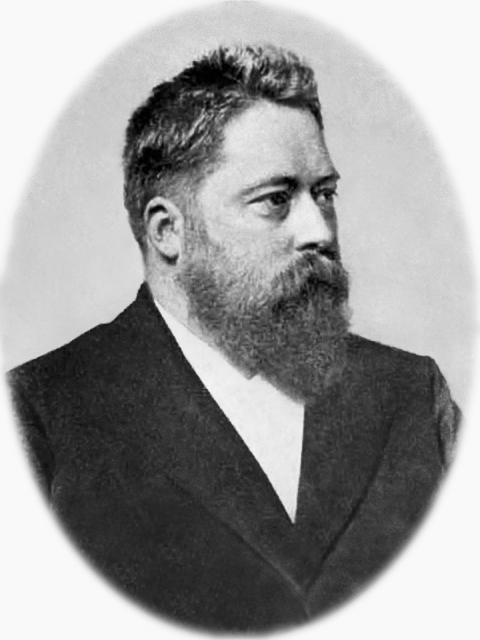
Julius Scheiner (1905)

- Salomo Sachs (1772–1855), jüdisch-preußischer Astronom, Mathematiker und Universalgelehrter
- Giovanni Francesco Mauro Melchiorre Salvemini (1708–1791), italienischer Mathematiker, Astronom, Philosoph und Hochschullehrer
- Julius Scheiner (1858–1913), deutscher Astronom und Astrophysiker
- Giovanni Schiaparelli (1835–1910), italienischer Astronom
- Johann Carl Gottlieb Schulze (1749–1790), Oberbaurat, Mathematiker, Astronom und Hochschullehrer
- Karl Schwarzschild (1873–1916), deutscher Astronom und Physiker
- Axel D. Schwope (* 1959); deutscher Astrophysiker und Hochschullehrer
- Erwin Sedlmayr (1942–2022), deutscher Astronom und Astrophysiker
- Johann Georg von Soldner (1776–1833), deutscher Physiker, Mathematiker, Astronom und Geodät
- Gustav Spörer (1822–1895), deutscher Astronom
- Matthias Steinmetz (* 1966), deutscher Astrophysiker und Astronom
- Georg von Struve (1886–1933), deutsch-baltischer Astronom
- Hermann von Struve (1854–1920), deutsch-baltischer Astronom und Mathematiker

## T

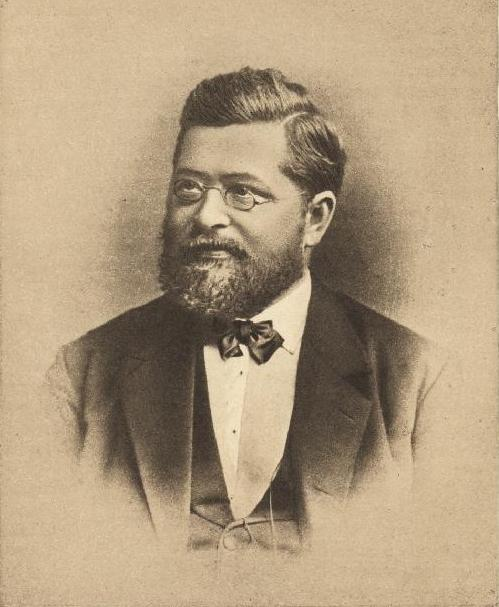
Friedrich Tietjen (1832–1895)

- Leonhard Thurneysser (1531–1596), deutscher Astronom
- Friedrich Tietjen (1832–1895), deutscher Astronom
- Wilfried Tost (1952–2014), deutscher Mathematiker und Astronom
- Johann Georg Tralles (1763–1822), deutscher Mathematiker und Astronom
- Hans-Jürgen Treder (1928–2006), theoretischer Physiker, Astrophysiker und Astronom

## V
- Hermann Carl Vogel (1841–1907), deutscher Astronom und Astrophysiker

## W

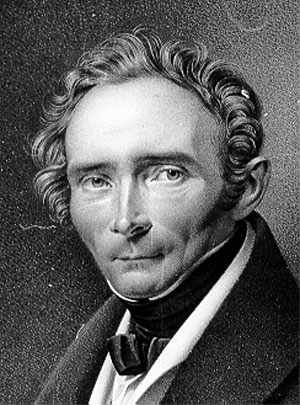
Johann Wilhelm Wagner (1681–1745)

- Johann Wilhelm Wagner (1681–1745), deutscher Astronom
- Kurt Walter (1905–1992), deutscher Astronom und Astrophysiker
- Diedrich Wattenberg (1909–1996), deutscher Astronom
- Alfred Wegener (1880–1930), deutscher Astronom, Meteorologe sowie Polar- und Geowissenschaftler
- Peter Wellman (1913–1999), deutscher Astronom und Hochschullehrer
- Johann Wempe (1906–1980), deutscher Astronom
- Helmut Werner (1905–1973), Astronom
- Roland Wielen (* 1938), deutscher Astronom, Astrophysiker und Hochschullehrer
- Johannes Wilsing (1856–1943), deutscher Astronom
- Friedrich August Theodor Winnecke (1835–1897), deutscher Astronom
- Gustav Witt (1866–1946), deutscher Stenograf und Astronom

## Z
- Harro Zimmer (1935–2025), deutscher Astronom und Journalist